# Austracris guttulosa
Austracris guttulosa är en insektsart som först beskrevs av Walker, F. 1870.  Austracris guttulosa ingår i släktet Austracris och familjen gräshoppor.

## Underarter
Arten delas in i följande underarter:
- A. g. guttulosa
- A. g. gracilis
- A. g. nana
- A. g. talaurensis

## Bildgalleri

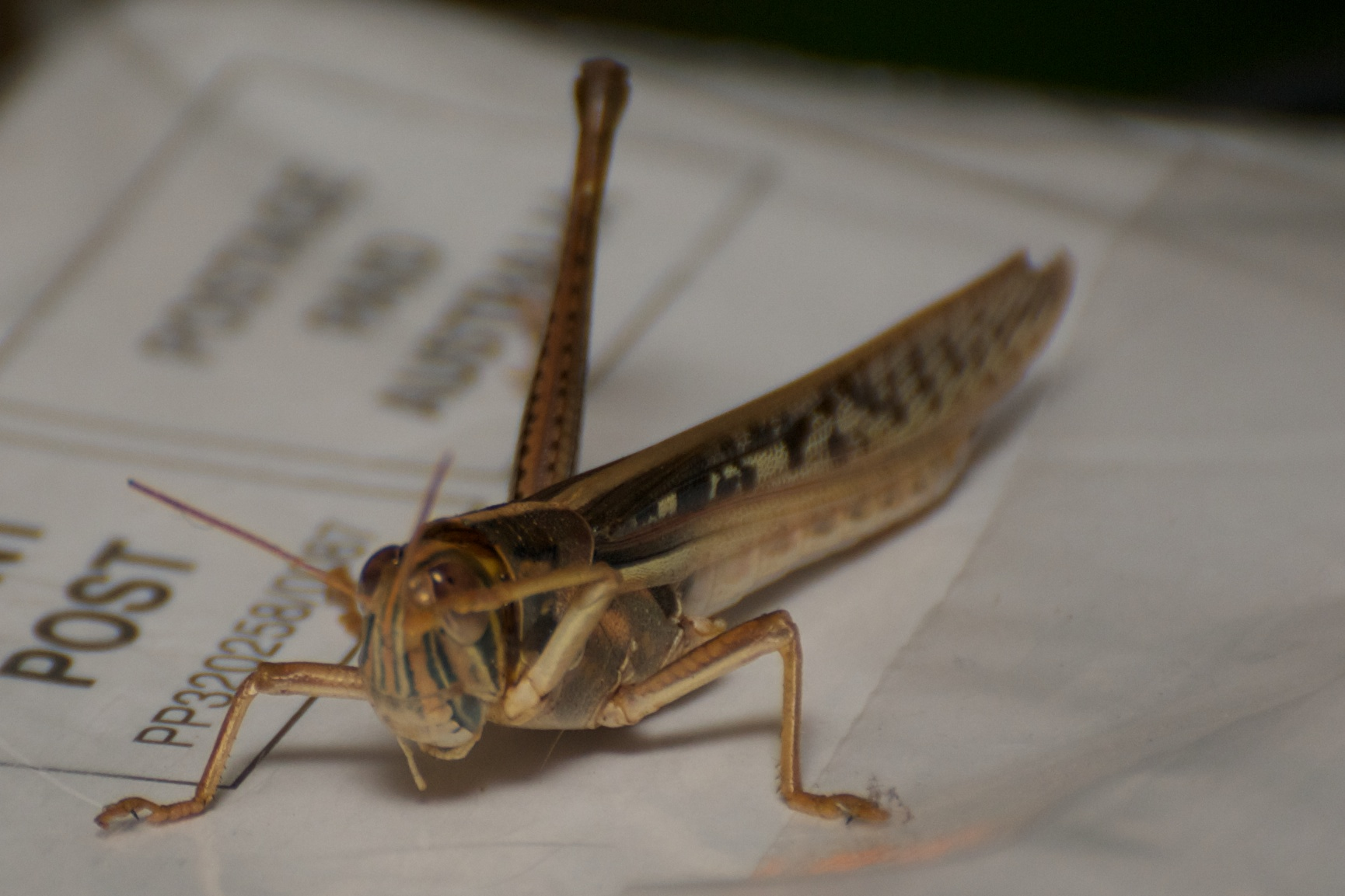
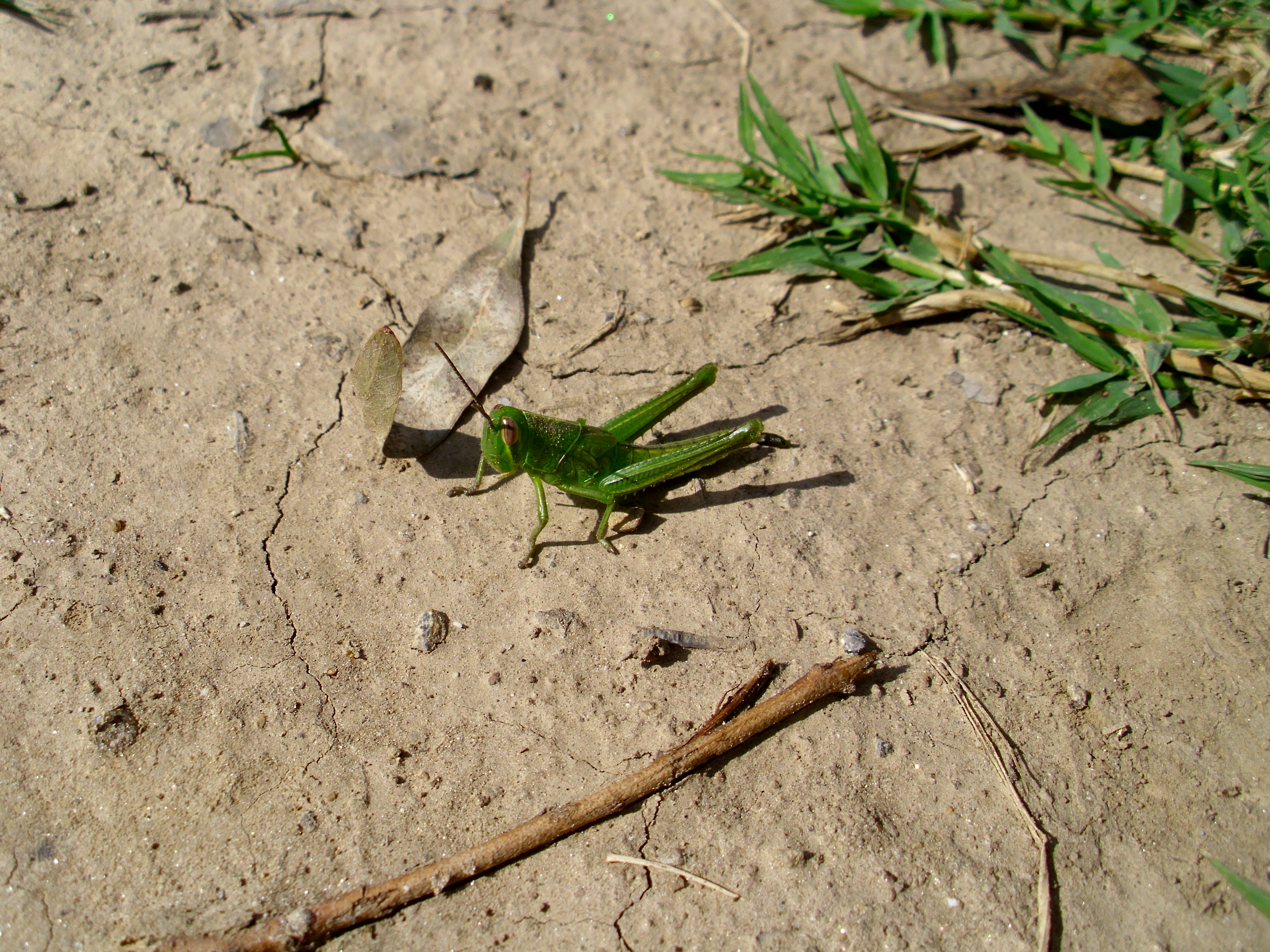